# Volta à Polónia
A Volta à Polónia (oficialmente: em francês Tour de Pologne; em polaco: Wyścig Dookoła Polski) é uma competição anual de ciclismo de estrada (é uma corrida de longa distância) realizada na Polónia, disputada em etapas. A corrida foi organizada pela primeira vez em 1928 para aumentar as vendas do jornal Przegląd Sportowy é atualmente gerido pela Lang Team. Desde a sua primeira edição, em 1928. É uma das competições por etapas mais antigas do mundo. O Tour de Pologne é um evento de UCI World Tour, o que significa que as equipas que competem na corrida são, na sua maioria, UCI ProTeam, com exceção das equipas convidadas pelos organizadores.
Desde os seus inícios até 1993 foi uma carreira aficionada por isso a maioria de ganhadores têm sido polacos. Posteriormente foi subindo progressivamente de categorias profissionais desde a 2.4 até a 2.2 e já desde 2005 está inscrita no programa do UCI Pro Tour, posteriormente chamado UCI World Tour.
Também contou entre 2000 e 2008 de edição feminina até 2006 edições chamada oficialmente Eko Tour Dookola Polski. Começou sendo amador apesar disso participaram corredoras profissionais de primeiro nível desde os seus inícios; em 2003 e 2004 foi de categoria 2.9.2 (última categoria do profissionalismo) renomeando-se essa categoria em 2005 pela 2.2 mantendo a carreira dito status.

## Palmarés

### Masculino
| Ano                              | Vencedor              | Segundo               | Terceiro             |
| -------------------------------- | --------------------- | --------------------- | -------------------- |
| edições amador                   |                       |                       |                      |
| 1928                             | Feliks Więcek         | Wiktor Olecki         | Stanisław Kłosowicz  |
| 1929                             | Józef Stefański       | Eugeniusz Michalak    | Wacław Kołodziejczyk |
| 1930-1932 edições não realizadas |                       |                       |                      |
| 1933                             | Jerzy Lipiński        | Wiktor Olecki         | Stanisław Wasilewski |
| 1934-1936 edições não realizadas |                       |                       |                      |
| 1937                             | Bolesław Napierała    | Stanisław Wasilewski  | Józef Kapiak         |
| 1938 edição não realizada        |                       |                       |                      |
| 1939                             | Bolesław Napierała    | Marian Rzeźnicki      | Mieczysław Jaskolski |
| 1940-1946 edições não realizadas |                       |                       |                      |
| 1947                             | Stanisław Grzelak     | Zdzisław Stolarczyk   | Bolesław Napierała   |
| 1948                             | Wacław Wójcik         | Lucjan Pietraszewski  | Wacław Wrzesiński    |
| 1949                             | Francesco Locatelli   | Marin Niculescu       | Kaj Allan Olsen      |
| 1950-1951 edições não realizadas |                       |                       |                      |
| 1952                             | Wacław Wójcik         | Józef Kapiak          | Mieczysław Ulik      |
| 1953                             | Mieczysław Wilczewski | Wacław Wójcik         | Grzegorz Chwiendacz  |
| 1954                             | Marian Więckowski     | Stanisław Bugalski    | Adam Wiśniewski      |
| 1955                             | Marian Więckowski     | Wiesław Podobas       | Adam Wiśniewski      |
| 1956                             | Marian Więckowski     | Stanisław Bugalski    | Wiesław Podobas      |
| 1957                             | Henryk Kowalski       | Stanisław Bugalski    | Wacław Wrzesiński    |
| 1958                             | Bogusław Fornalczyk   | Constant Goossens     | Stanisław Gazda      |
| 1959                             | Wiesław Podobas       | Stanisław Gazda       | Dick Enthoven        |
| 1960                             | Roger Diercken        | Jan Kudra             | Anatoly Olizarenko   |
| 1961                             | Henryk Kowalski       | Bogusław Fornalczyk   | Eberhard Butzke      |
| 1962                             | Jan Kudra             | Roger Swerts          | Sylwester Góral      |
| 1963                             | Stanisław Gazda       | Stanisław Pawłowski   | Józef Beker          |
| 1964                             | Rajmund Zieliński     | Władysław Kozłowski   | Jan Magiera          |
| 1965                             | Józef Beker           | Jerzy Mikołajczyk     | Władysław Kozłowski  |
| 1966                             | Józef Gawliczek       | Jan Magiera           | Tadeusz Zadrożny     |
| 1967                             | Andrzej Bławdzin      | Alexandre Kulibin     | Józef Mikołajczyk    |
| 1968                             | Jan Kudra             | Marian Forma          | Stanisław Demel      |
| 1969                             | Wojciech Matusiak     | Zygmunt Hanusik       | Ryszard Szurkowski   |
| 1970                             | Jan Stachura          | Czesław Polewiak      | Tadeusz Szpak        |
| 1971                             | Stanisław Szozda      | Jan Smyrak            | Ladislav Zakretta    |
| 1972                             | Jose Luis Viejo       | Tadeusz Mytnik        | Stanisław Gazda      |
| 1973                             | Lucjan Lis            | Ryszard Szurkowski    | Tadeusz Mytnik       |
| 1974                             | André Delcroix        | Ludo Peeters          | Wojciech Matusiak    |
| 1975                             | Tadeusz Mytnik        | Hans-Joachim Hartnick | Marian Majkowski     |
| 1976                             | Janusz Kowalski       | Jan Brzeźny           | Joachim Vogel        |
| 1977                             | Lechosław Michalak    | Tadeusz Skrzypek      | Michael Schiffner    |
| 1978                             | Jan Brzeźny           | Tadeusz Wojtas        | Jan Jankiewicz       |
| 1979                             | Henryk Charucki       | Janusz Kowalski       | Jan Krawczyk         |
| 1980                             | Czesław Lang          | Tadeusz Wojtas        | Jan Jankiewicz       |
| 1981                             | Jan Brzeźny           | Roman Cieślak         | Sławomir Podwójniak  |
| 1982                             | Andrzej Mierzejewski  | Jan Schur             | Stanislav Masiar     |
| 1983                             | Tadeusz Krawczyk      | Andrzej Serediuk      | Andrzej Mierzejewski |
| 1984                             | Andrzej Mierzejewski  | Tadeusz Krawczyk      | Tadeusz Piotrowicz   |
| 1985                             | Marek Leśniewski      | Zdzisław Wrona        | Dariusz Zakrzewski   |
| 1986                             | Marek Kulas           | Zbigniew Ludwiniak    | Mirosław Uryga       |
| 1987                             | Zbigniew Piątek       | Marek Leśniewski      | Czeslaw Lukaszewicz  |
| 1988                             | Andrzej Mierzejewski  | Arvi Tammesalu        | Mieczysław Karłowicz |
| 1989                             | Marek Wrona           | Sławomir Krawczyk     | Robert Krzyżostaniak |
| 1990                             | Mieczysław Karłowicz  | Grigorij Isczenko     | Tomasz Brożyna       |
| 1991                             | Dariusz Baranowski    | Mariusz Bilewski      | Marek Kamiński       |
| 1992                             | Dariusz Baranowski    | Raimondas Rumšas      | Igor Pastaukhowicz   |
| 1993                             | Dariusz Baranowski    | Marek Leśniewski      | Ivan Romanov         |
| edições profissionais            |                       |                       |                      |
| 1994                             | Maurizio Fondriest    | Marco Lietti          | Tomasz Brożyna       |
| 1995                             | Zbigniew Spruch       | Fabrizio Guidi        | Dariusz Baranowski   |
| 1996                             | Viatcheslav Djavanian | Maurizio Fondriest    | Andrea Noè           |
| 1997                             | Rolf Järmann          | Zenon Jaskuła         | Sasa Sviben          |
| 1998                             | Sergei Ivanov         | Jacky Durand          | Fabio Malberti       |
| 1999                             | Tomasz Brożyna        | Cezary Zamana         | Jens Voigt           |
| 2000                             | Piotr Przydział       | Piotr Wadecki         | Sergei Ivanov        |
| 2001                             | Ondřej Sosenka        | Jens Voigt            | Piotr Przydział      |
| 2002                             | Laurent Brochard      | Tomasz Brożyna        | Marek Rutkiewicz     |
| 2003                             | Cezary Zamana         | Andrea Noè            | Dave Bruylandts      |
| 2004                             | Ondřej Sosenka        | Hugo Sabido           | Franco Pellizotti    |
| 2005                             | Kim Kirchen           | Pieter Weening        | Thomas Dekker        |
| 2006                             | Stefan Schumacher     | Cadel Evans           | Alessandro Ballan    |
| 2007                             | Johan Vansummeren     | Robert Gesink         | Kim Kirchen          |
| 2008                             | Jens Voigt            | Lars Bak              | Franco Pellizotti    |
| 2009                             | Alessandro Ballan     | Daniel Moreno         | Edvald Boasson Hagen |
| 2010                             | Daniel Martin         | Grega Bole            | Bauke Mollema        |
| 2011                             | Peter Sagan           | Daniel Martin         | Marco Marcato        |
| 2012                             | Moreno Moser          | Michał Kwiatkowski    | Sergio Henao         |
| 2013                             | Pieter Weening        | Ion Izagirre          | Christophe Riblon    |
| 2014                             | Rafał Majka           | Ion Izagirre          | Beñat Intxausti      |
| 2015                             | Ion Izagirre          | Bart De Clercq        | Ben Hermans          |
| 2016                             | Tim Wellens           | Fabio Felline         | Alberto Bettiol      |
| 2017                             | Dylan Teuns           | Rafał Majka           | Wout Poels           |
| 2018                             | Michał Kwiatkowski    | Simon Yates           | Thibaut Pinot        |
| 2019                             | Pavel Sivakov         | Jai Hindley           | Diego Ulissi         |
| 2020                             | Remco Evenepoel       | Jakob Fuglsang        | Simon Yates          |
| 2021                             | João Almeida          | Matej Mohorič         | Michał Kwiatkowski   |
| 2022                             | Ethan Hayter          | Thymen Arensman       | Pello Bilbao         |
| 2023                             | Matej Mohorič         | João Almeida          | Michał Kwiatkowski   |
| 2024                             | Jonas Vingegaard      | Diego Ulissi          | Wilco Kelderman      |

### Feminino
Em amarelo: edição amador.
| Ano                      | Ganhadora          | Segunda               | Terceira                   |
| Eko Tour Dookola Polski  |                    |                       |                            |
| ------------------------ | ------------------ | --------------------- | -------------------------- |
| 2000                     | Lada Kozliková     | Nicole Brändli        | Patricia Hempel            |
| 2001                     | Christina Becker   | Lada Kozliková        | Doris Posch                |
| 2002                     | Valentyna Karpenko | Anita Valen de Vries  | Noemi Cantele              |
| 2003                     | Tatiana Stiajkina  | Valentina Polkanova   | Olga Slyusareva            |
| 2004                     | Tatiana Guderzo    | Maja Wloszczowska     | Bogumila Matusiak          |
| 2005                     | Bogumila Matusiak  | Volha Hayeva          | Tereza Huřiková            |
| 2006                     | Bogumila Matusiak  | Grete Treier          | Paulina Brzezna-Bentkowska |
| Tour de Polónia Feminino |                    |                       |                            |
| 2007                     | Kirsten Wild       | Grete Treier          | Stephanie Pohl             |
| 2008                     | Sara Mustonen      | Alexandra Burchenkova | Liesbet De Vocht           |
| 2009-2015                | Não se disputou    | Não se disputou       | Não se disputou            |
| 2016                     | Jolanda Neff       | Flavia Oliveira       | Tetyana Riabchenko         |

## Estatísticas
| Ciclista             | Vitórias | Anos              |
| -------------------- | -------- | ----------------- |
| Marian Więckowski    | 3        | 1954, 1955 e 1956 |
| Andrzej Mierzejewski | 3        | 1982, 1984 e 1988 |
| Dariusz Baranowski   | 3        | 1991, 1992 e 1993 |
| Jan Brzeźny          | 2        | 1978 e 1981       |
| Jan Kudra            | 2        | 1962 e 1968       |
| Wacław Wójcik        | 2        | 1948 e 1952       |
| Bolesław Napierała   | 2        | 1937 e 1939       |
| Henryk Kowalski      | 2        | 1957 e 1961       |
| Ondřej Sosenka       | 2        | 2001 e 2004       |

| Ciclista          | Vitórias | Anos        |
| ----------------- | -------- | ----------- |
| Bogumila Matusiak | 2        | 2005 e 2006 |

## Palmarés por países
| País          | Vitórias | Último vencedor            |
| ------------- | -------- | -------------------------- |
| Polónia       | 52       | Michał Kwiatkowski em 2018 |
| Bélgica       | 6        | Remco Evenepoel em 2022    |
| Itália        | 4        | Moreno Moser em 2012       |
| Rússia        | 3        | Pavel Sivakov em 2019      |
| Alemanha      | 2        | Jens Voigt em 2008         |
| Chéquia       | 2        | Ondřej Sosenka em 2008     |
| Espanha       | 2        | Íon Izagirre em 2015       |
| França        | 1        | Laurent Brochard em 2002   |
| Luxemburgo    | 1        | Kim Kirchen em 2005        |
| Irlanda       | 1        | Daniel Martin em 2010      |
| Eslováquia    | 1        | Peter Sagan em 2011        |
| Suíça         | 1        | Rolf Järmann em 1997       |
| Países Baixos | 1        | Pieter Weening em 2013     |
| Portugal      | 1        | João Almeida em 2021       |
| Reino Unido   | 1        | Ethan Hayter em 2022       |
| Eslovênia     | 1        | Matej Mohorič em 2023      |

| País          | Vitórias | Último vencedor           |
| ------------- | -------- | ------------------------- |
| Ucrânia       | 2        | Tatiana Stiajkina em 2003 |
| Polónia       | 2        | Bogumila Matusiak em 2006 |
| Chéquia       | 1        | Lada Kozliková em 2000    |
| Alemanha      | 1        | Christina Becker em 2001  |
| Itália        | 1        | Tatiana Guderzo em 2004   |
| Países Baixos | 1        | Kirsten Wild em 2007      |
| Suécia        | 1        | Sara Mustonen em 2008     |
| Suíça         | 1        | Jolanda Neff em 2016      |